# 奥斯特拉
奥斯特拉（義大利語：Ostra），是意大利安科纳省的一个市镇。总面积46.59平方公里，人口6775人，人口密度145.4人/平方公里（2009年）。ISTAT代码为042035。